# Power Blade
Power Blade (パワー・ブレイザー?, Pawā Burezā, lett. "Power Blazer") è un videogioco d'azione del 1990 sviluppato e pubblicato da Taito per Nintendo Entertainment System. Il gioco ha ricevuto un seguito, Power Blade 2, distribuito in Giappone con il titolo di Captain Saver (キャプテンセイバー?).

## Trama
Power Blade è ambientato nel 2191 sul pianeta New Earth.

## Modalità di gioco
Power Blade ha un gameplay simile a Mega Man, presenta sei livelli, altrettanti boss e due difficoltà di gioco. Un sistema di password permette di tracciare i progressi.

## Sviluppo
La versione statunitense presenta livelli differenti dalla versione giapponese, nonostante lo stile grafico sia identico tra i due giochi, fatto salva la sostituzione del protagonista con un clone di Arnold Schwarzenegger. La copertina di Power Blade è realizzata da Mike Winterbauer ispirandosi al film Terminator.